# Areca Backup
Areca Backup — программа для резервного копирования файлов под Windows и Linux, распространяемая по свободной лицензии (GPL v2). Работает в среде виртуальной машины Java. Управление процессом резервного копирования в программе возможно как из командной строки, так и в графическом интерфейсе. Обеспечивает полное резервирование, инкрементальное резервирование, дифференциальное резервирование, реализован механизм транзакций для критичных операций резервирования. Программа локализована для следующих языков: китайский, чешский, датский, голландский, английский, французский, немецкий, венгерский, итальянский, русский, испанский, шведский.

### Официальные сайты
- Olivier Petrucci. Areca Backup - Official Website (англ.). Olivier Petrucci (май 2013). — Официальный сайт. Дата обращения: 29 марта 2011. Архивировано из оригинала 13 мая 2012 года.
- Areca Backup (англ.). Geeknet, Inc.. — Официальный форум. Дата обращения: 29 марта 2011. Архивировано из оригинала 13 мая 2012 года.

### Обзоры в прессе
- Elena Santos. Easy and fast backup copies (англ.). Softonic International. — «Areca Backup is a backup tool that is simple in design, but a bit confusing to use. While Areca Backup lacks backup automation tools, it also offers some extra options like file compression and support for incremental backups.» Дата обращения: 29 марта 2011. Архивировано из оригинала 13 мая 2012 года.
- Cory Buford. Areca and plan/b offer Java-based backup for Linux (англ.). Linux.com (6 октября 2008). — «Of the two, for personal backups, I recommend Areca, because of its compression and encryption capabilities. However, for centralized network backup, go with plan/b.» Дата обращения: 29 марта 2011. Архивировано из оригинала 13 мая 2012 года.
- Ritho. Areca Backup: A Free Delta Block Backup Program (англ.). Gizmo's Freeware (19 октября 2010). — «Areca seems to work as advertised, and I did not find any glaring deficiencies». Дата обращения: 29 марта 2011. Архивировано из оригинала 13 мая 2012 года.